# جزیره ویلکیتسکی (دریای کارا)
جزیره ویلکیتسکی (انگلیسی: Vilkitsky Island) یک جزیره در استان تیومن کشور روسیه است.